# Роми Шнајдер
Роузмари Магдалена Шнајдер Албах или Роми Шнајдер је била француско-аустријска глумица, која се родила 23. септембра 1938. године у Бечу, а умрла од инфаркта, 29. маја 1982. године у Паризу.

## Биографија
Роми Шнајдер потиче из глумачке породице — била је кћи аустријско-немачког глумачког пара Магде Шнајдер и Волф Албах Ретија. Пошто је тада Аустрија била део нацистичког Трећег рајха добила је немачко држављанство. Већ после три недеље октобра 1938. године породица се преселила у Беч где је Роми одрасла код својих прародитеља Марије и Франца Ксавијера Шмајдерових у бечкој вили „Маријенгрунд“. Септембра 1940. године су јој се родитељи развели. Као седамнаестогодишњакиња, Роми је отишла у интернат у Голденштајн недалеко од Салцбурга одакле је отишла 1953. године. Роми је имала једног брата Волфдитера (1941). Други супруг њене мајке је дошао у брак са троје своје деце тако да је имала четири рођака. Магда Шнајдер се после развода удала за Ханса Херберта Блацхајма. Њена кћерка га је најпре обележила као „Дади“, а затим као другог мужа своје мајке. Однос између ње и Блацхајма није био најбољи, а Роми је после развода од Алена Делона који ју је напустио, покушала самоубиство. Син јој је преминуо 1981. године када се приликом пењања на ограду набо на челичну шипку. Његова смрт ју је јако потресла. Роми је умрла 29. маја 1982. године од инфаркта.